# Гейл, Говард
Говард Гейл (англ. Howard Anthony Gayle; род. 18 мая 1958, Токстет, Ливерпуль) — английский футболист, нападающий и полузащитник. Наиболее известен как первый темнокожий игрок в истории «Ливерпуля». Также выступал за такие клубы, как «Фулхэм», «Ньюкасл Юнайтед», «Бирмингем Сити», «Сандерленд» и другие. Внёс значительный вклад в борьбу с расизмом в футболе и обществе.

## Биография
Говард Гейл родился 18 мая 1958 года в Токстете, Ливерпуль, Англия. Его отец был выходцем из Сьерра-Леоне, а мать — из Ганы. Гейл начал свою футбольную карьеру в молодёжной команде «Ливерпуля» в 1974 году, а в 1977 году подписал профессиональный контракт, став первым темнокожим игроком в истории клуба. Это событие стало важным шагом для чернокожего сообщества Ливерпуля, и Гейл гордился своей ролью в этом историческом моменте.
В 1980 году Гейл был отдан в аренду в «Фулхэм», где также стал первым темнокожим игроком в истории клуба. В 1982 году он был арендован «Ньюкасл Юнайтед», где также стал первым темнокожим футболистом, сыгравшим за клуб в Футбольной лиге.
В 1983 году Гейл перешёл в «Бирмингем Сити», где провёл два сезона, забив 10 голов в 45 матчах. Затем он играл за «Сандерленд», где стал популярным игроком, несмотря на то, что клуб вылетел из Первого дивизиона в 1985 году. В 1986 году Гейл переехал в США, где играл за «Даллас Сайдкикс» в лиге мини-футбола.
Вернувшись в Англию в 1987 году, Гейл выступал за «Сток Сити» и «Блэкберн Роверс», где также стал первым темнокожим игроком в истории клуба. В 1992 году он завершил карьеру в «Галифакс Таун».

## Международная карьера
Гейл выступал за молодёжную сборную Англии, с которой выиграл чемпионат Европы среди игроков до 21 года в 1984 году. В финале против Испании он забил один из голов.

## Личная жизнь
Говард Гейл известен своей активной позицией в борьбе с расизмом. В 2016 году он отказался от номинации на звание члена Ордена Британской империи (MBE), заявив, что это стало бы предательством памяти его предков, пострадавших от колониализма и рабства.